# Leinstraße 32

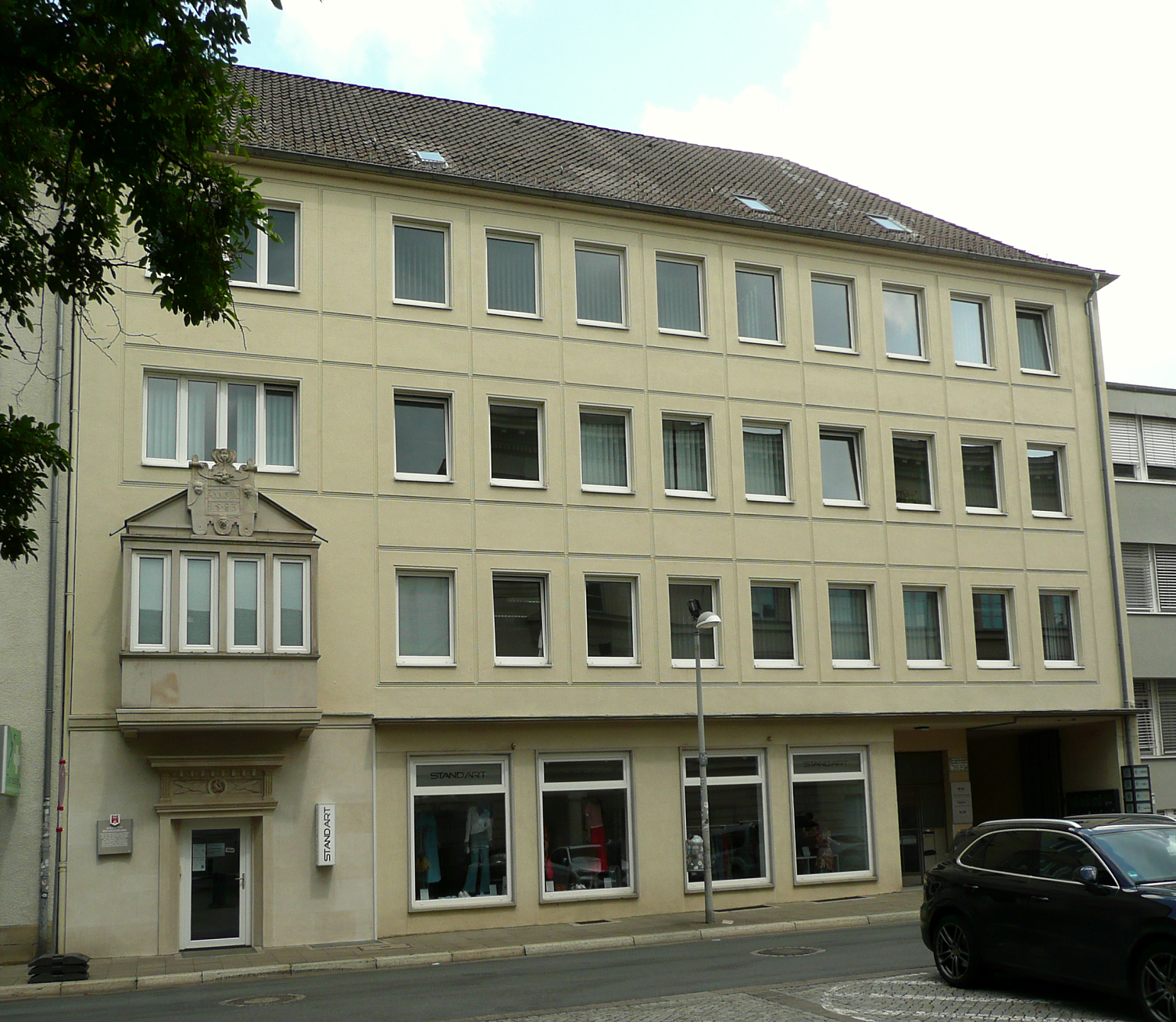
Das in den 1950er Jahren errichtete Doppelhaus Leinstraße 31/32

Das Büro- und Geschäftshaus Leinstraße 32 in der Altstadt von Hannover ist ein 1950er-Jahre-Bau und ehemaliger Stammsitz der Hahnschen Buchhandlung. In der Fassade des auch als Haus der Hahnschen Buchhandlung bekannten Gebäudes schräg gegenüber dem im Leineschloss tagenden Niedersächsischen Landtag sind denkmalgeschützte Elemente des im 16. Jahrhundert im Stil der Weserrenaissance errichteten Vorgängerbaus erhalten: Die Rahmung der Eingangstür und der mit Ornamenten verzierte Giebel aus Sandstein datiert laut der Inschrift auf das Baudatum Anno Domini 1583.

## Geschichte

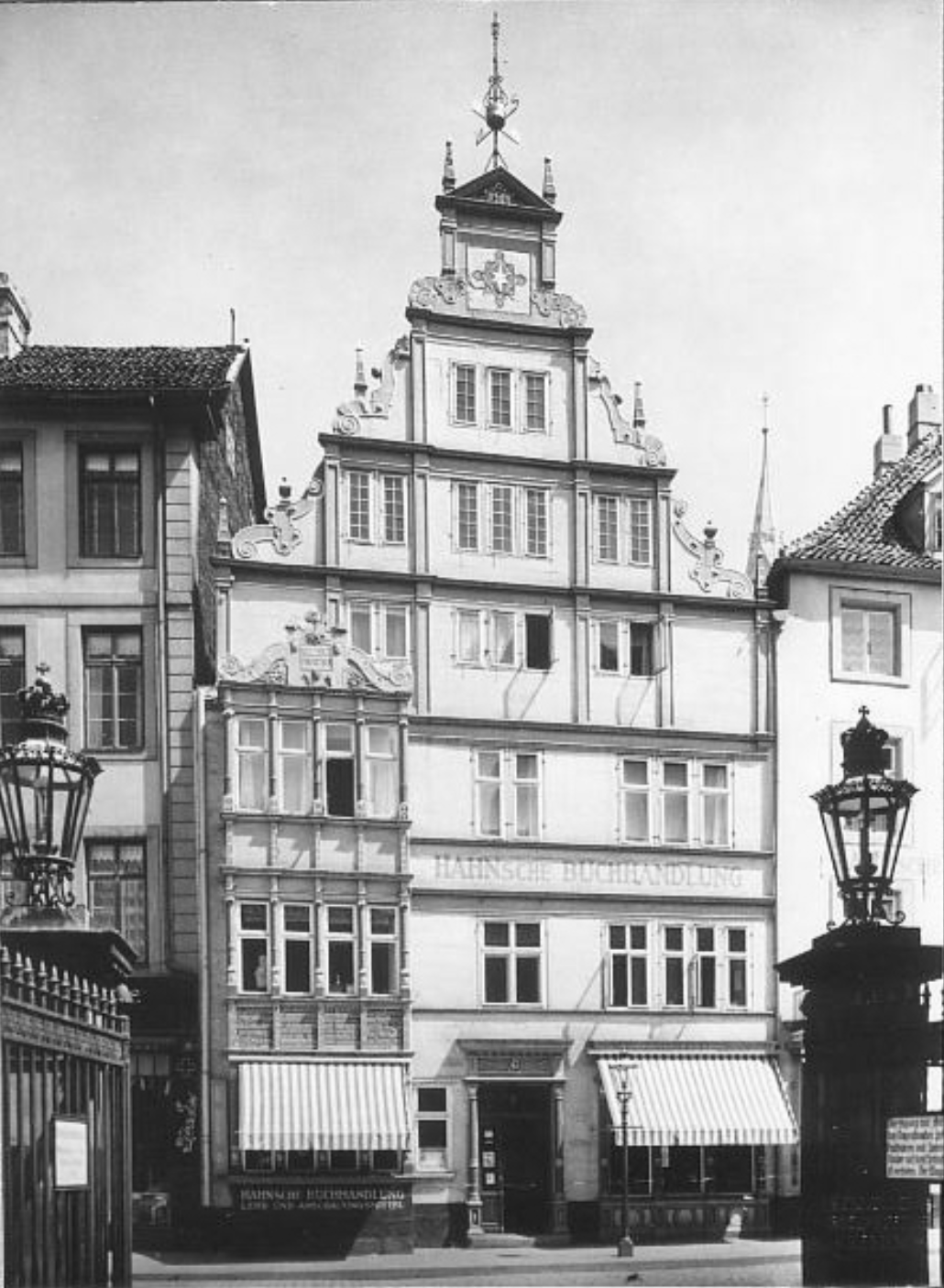
Das 1593 im Stil der Weserrenaissance errichtete Gebäude; hier um 1930 mit den Lettern der Hahnschen Buchhandlung
Foto im Besitz des Niedersächsischen Landesverwaltungsamts für Denkmalpflege

Das Grundstück war ab 1492 im Besitz der hannoverschen Patrizierfamilie  Stech, die schon im Wäskenbook verzeichnet wurde. Doch erst ein knapp hundert Jahre später ließ Gevert Stech 1593 das heute in Teilen erhaltene Haus errichten, das „mit großer Wahrscheinlichkeit von dem Petershagener Meister (Friedrich) Meersmann“ erbaut wurde; mutmaßlich als erstes Wohnhaus in Hannover mit steinerner Renaissancefassade.
Während des Dreißigjährigen Krieges war der in Ricklingen tätige Junker Ernst Wrampe Eigentümer des Hauses: Mit Datum 1638 – Herzog Georg von Braunschweig-Calenberg ließ sich auf der anderen Straßenseite gerade sein Leineschloss errichten – hat sich im Lapidarium des Historischen Museum Hannover ein Fragment mit Wappen und dem Namen „Ernst Wramp[..]“ erhalten.
Während die Residenzstadt Hannover als Wirkungsstätte von Leibniz diente, war das Haus in der Leinstraße im Jahr 1691 Wohnsitz des Herzoglich Braunschweig-Lüneburgischen Oberforst- und Jägermeisters Otto Friedrich von Moltke, der im selben Jahr in die Verschwörung des späteren Kurfürsten Ernst August verwickelt war und deshalb 1692 hingerichtet wurde.

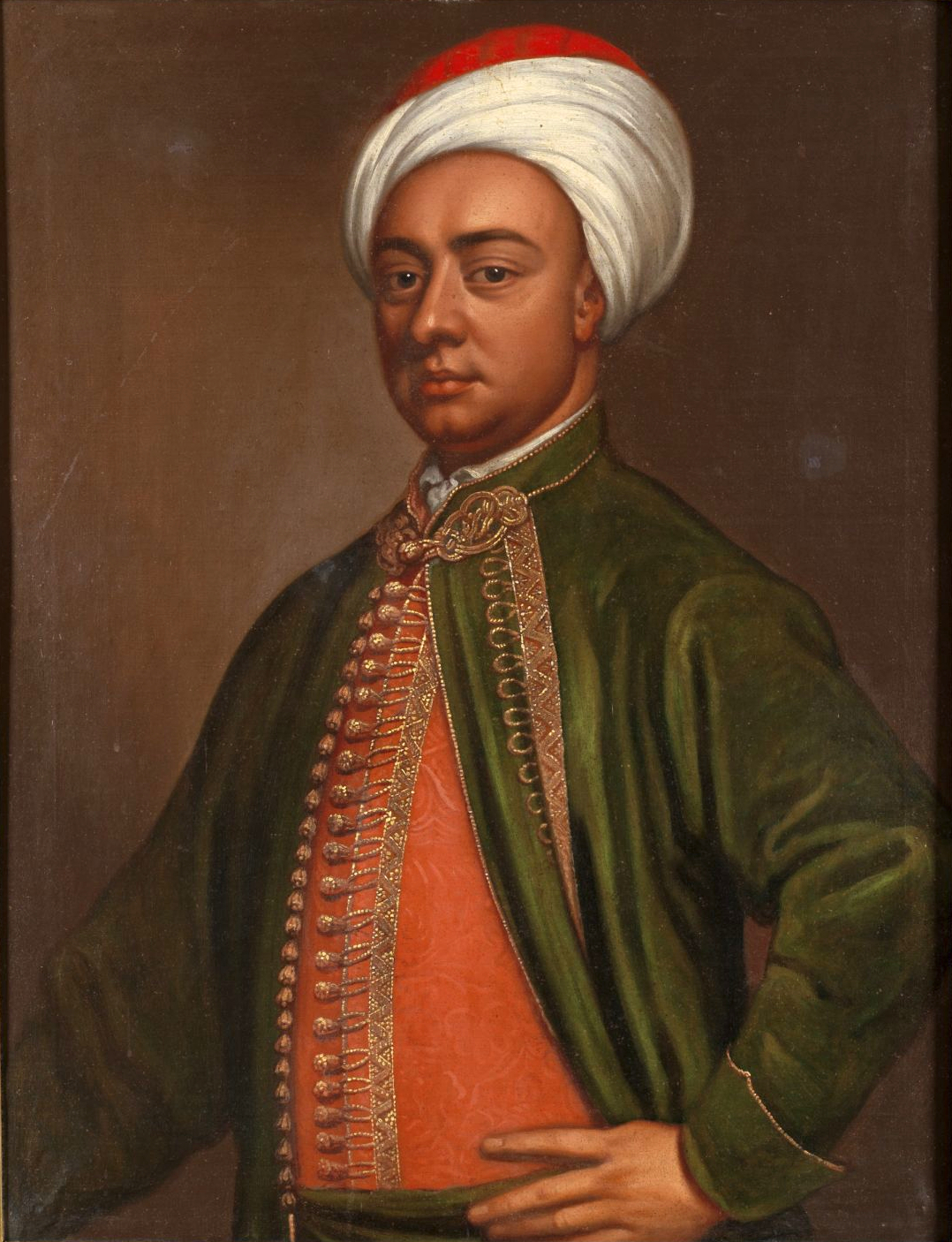
Um 1726: Der zum königlichen Kammerdiener aufgestiegene ehemalige „Beutetürke“ Ernst August Mustapha de Misitri; Käufer des Hauses Leinstraße 32;
Ölgemälde um 1726 von Godfrey Kneller, 2024 als Teil der Ömer Koç Collection im Kensington Palace ausgestellt

Kurz zuvor war im Zuge der Zweiten Wiener Türkenbelagerung auf der griechischen Peloponnes-Halbinsel 1687 der Osmane Mustapha gefangen genommen worden, der als sogenannter „Beutetürke“ nach seiner Taufe in der hannoverschen Soldatenkirche dann Ernst August Mustapha von Misitri genannt wurde. Als Kammerdiener von Kurfürst Georg Ludwig, der dann in Großbritannien als Georg I. den Tron des Britischen Weltreichs bestieg, folgte Mustapha seinem Landesherrn nach London, bevor er nach seiner Rückkehr nach Hannover im Jahr 1738 das Haus an der Leinstraße für 5000 Thaler erwarb.
1792 gründete Heinrich Wilhelm Hahn der Ältere die spätere Königlich Hannoversche Hof-Buchhandlung mit angeschlossenem Verlag der Gebrüder Hahn in der Leinstraße 32 als Stammsitz des Unternehmens.

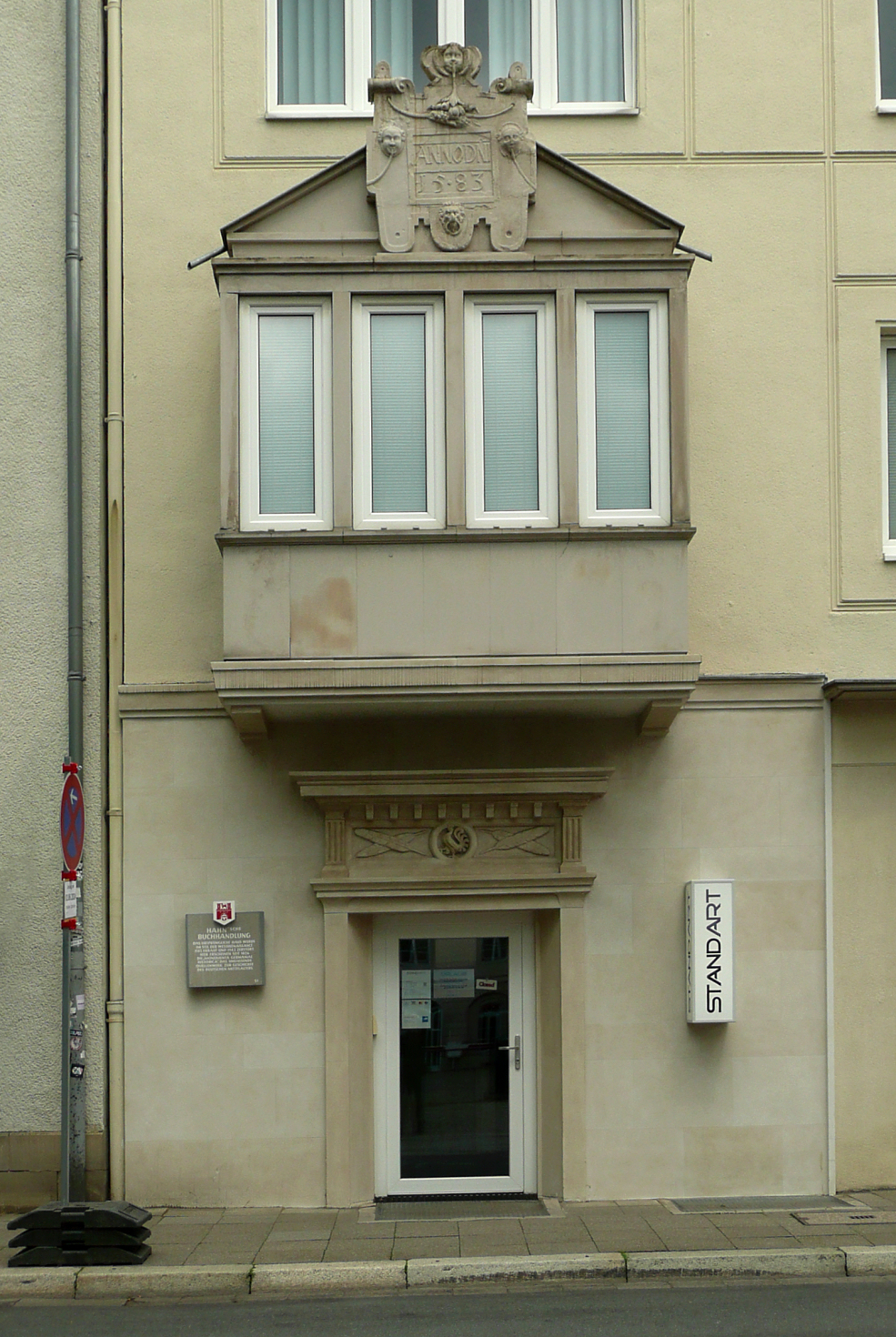
Türfassung und ornamentierter Erker des Vorgängerbaus

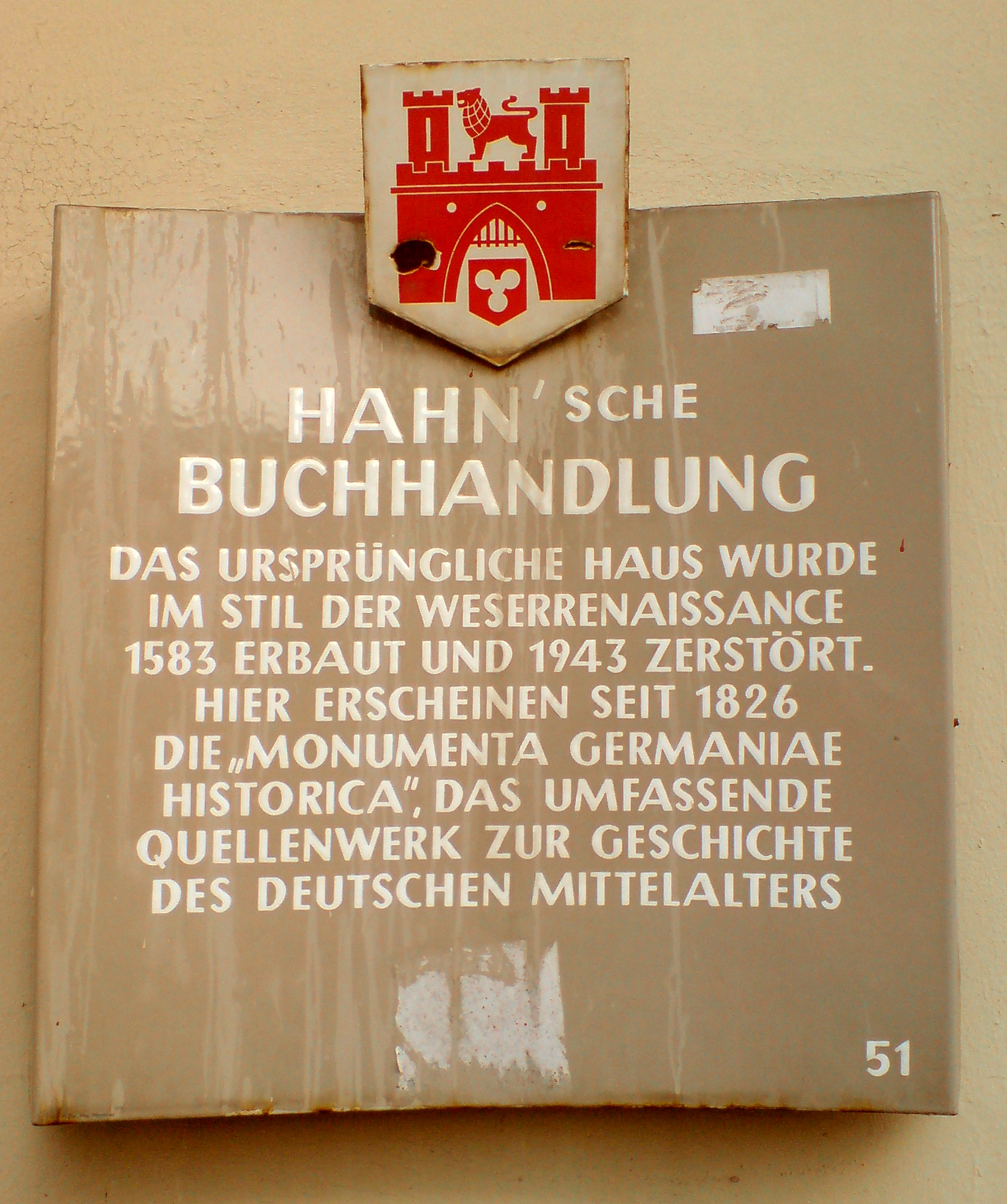
Die alte Stadttafel Nummer 51, noch ohne Erwähnung von Mustapha

Während der Luftangriffe auf Hannover im Zweiten Weltkrieg wurde das Gebäude 1943 größtenteils durch Fliegerbomben zerstört. In der Nachkriegszeit wurden in die Fassade des in den 1950er errichteten Neubaus Leinstraße 31 / 32 die bau- und kunstgeschichtlich bedeutenden Reste des vormaligen Weserrenaisance-Gebäudes integriert.